# Альфред Олек
Альфред Томаш Олек (23 липня 1940 — 10 березня 2007 року) — польський футболіст, який грав за команду «Гурник» Забже, шотландський клуб Гамільтон Академікал та один раз із збірною Польщі з футболу.

## Кар'єра
Олек був одним із трьох польських міжнародних гравців, які переїхали до Гамільтона в 1971 році, іншими були Роман Стразалковськи і воротарем Вітольд Шигула. Повідомлення газети The Herald описує цей обмін як «одну з найдивовижніших операцій з передачі, у історії шотландського футболу». Угода була організована головою Гамільтона, Яном Степеком, який був польським бізнесменом. Алан Дік, який в той час був секретарем клубу Гамільтона, пізніше відмітив, що три гравці не залишилися на довго, бо вони були «явно надто гарні для нас».